# ریچارد جونز (بازیکن فوتبال، زاده ۱۸۷۹)
ریچارد جونز (انگلیسی: Richard Jones؛ زادهٔ ۱۸۷۹) بازیکن فوتبال اهل بریتانیا است.
از باشگاه‌هایی که در آن بازی کرده‌است می‌توان به باشگاه فوتبال میلوال اشاره کرد.
وی همچنین در تیم ملی فوتبال ولز بازی کرده‌است.